# Niphona albolateralis
Niphona albolateralis är en skalbaggsart som beskrevs av Maurice Pic 1926. Niphona albolateralis ingår i släktet Niphona och familjen långhorningar.
Artens utbredningsområde är Laos. Inga underarter finns listade i Catalogue of Life.